# 18112 Jeanlucjosset
18112 Jeanlucjosset este un asteroid din centura principală de asteroizi.

## Descriere
18112 Jeanlucjosset este un asteroid din centura principală de asteroizi. A fost descoperit pe 5 iulie 2000 la Stația Anderson Mesa în cadrul programului LONEOS. Asteroidul prezintă o orbită caracterizată de o semiaxă mare de 2,55 ua, o excentricitate de 0,25 și o înclinație de 12,1° în raport cu ecliptica.